# Bengt Hagander
Bengt Hagander (Malmö, 23 de noviembre de 1956) es un deportista sueco que compitió en vela en la clase Flying Dutchman. Ganó una medalla de plata en el Campeonato Mundial de Flying Dutchman de 1982.

## Palmarés internacional
| Campeonato Mundial | Campeonato Mundial  | Campeonato Mundial | Campeonato Mundial |
| Año                | Lugar               | Medalla            | Clase              |
| ------------------ | ------------------- | ------------------ | ------------------ |
| 1982               | Geelong (Australia) | Medalla de plata   | Flying Dutchman    |